# Cardrona
Cardrona Alpine Resort – nowozelandzki ośrodek narciarski i snowboardowy. Leży w południowej części Wyspy Południowej, w regionie Otago. Leży w paśmie Crown Range między Wanaka a Queenstown. Ośrodek położony jest na wysokości od 1260 do 1860 m n.p.m. i zajmuje powierzchnię 345 hektarów. Sezon trwa tu od połowy czerwca do początku października.
Rozgrywano tu między innymi zawody w ramach Pucharu Świata w snowboardzie oraz Pucharu Świata w narciarstwie dowolnym.

## Galeria

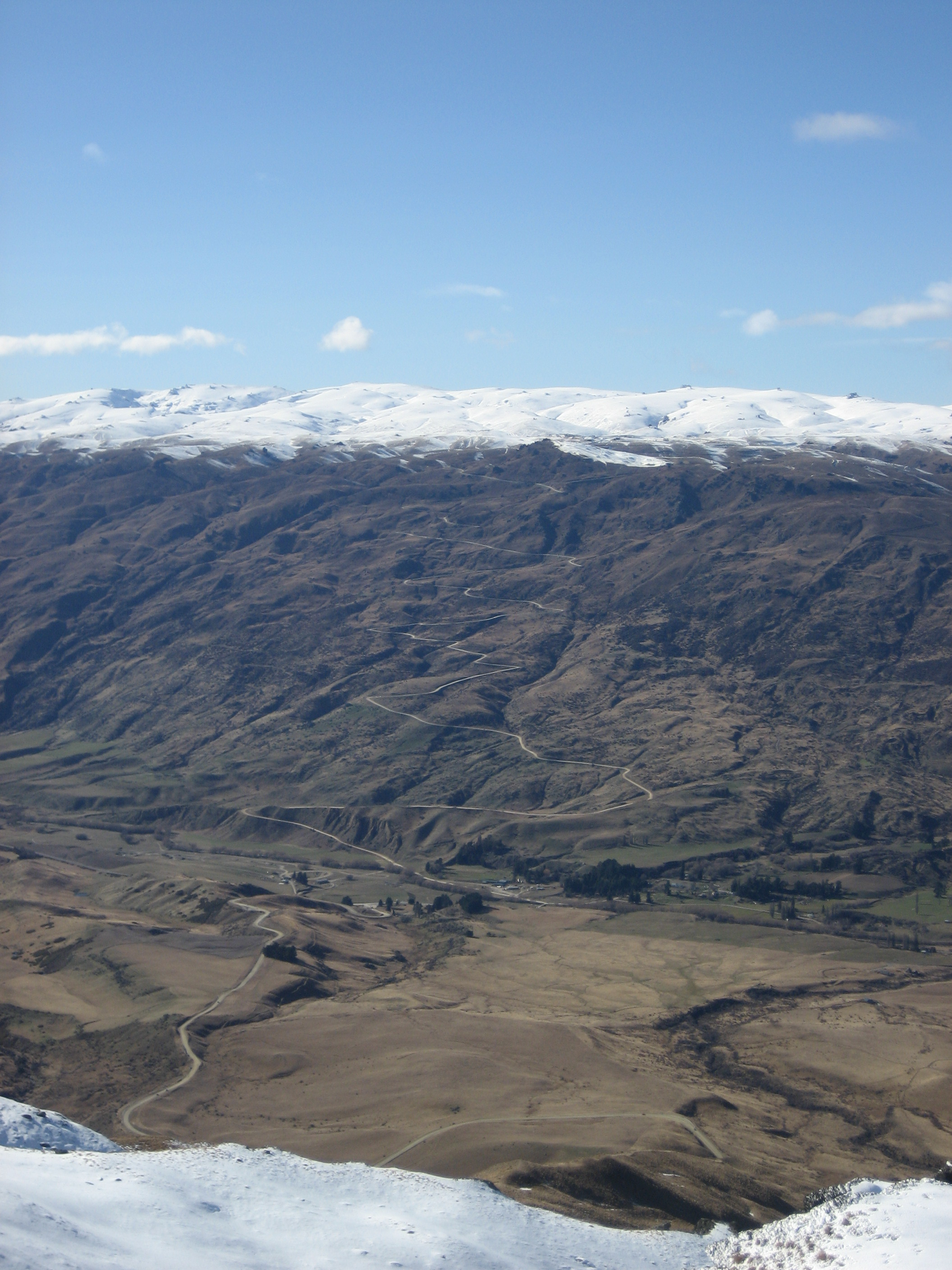
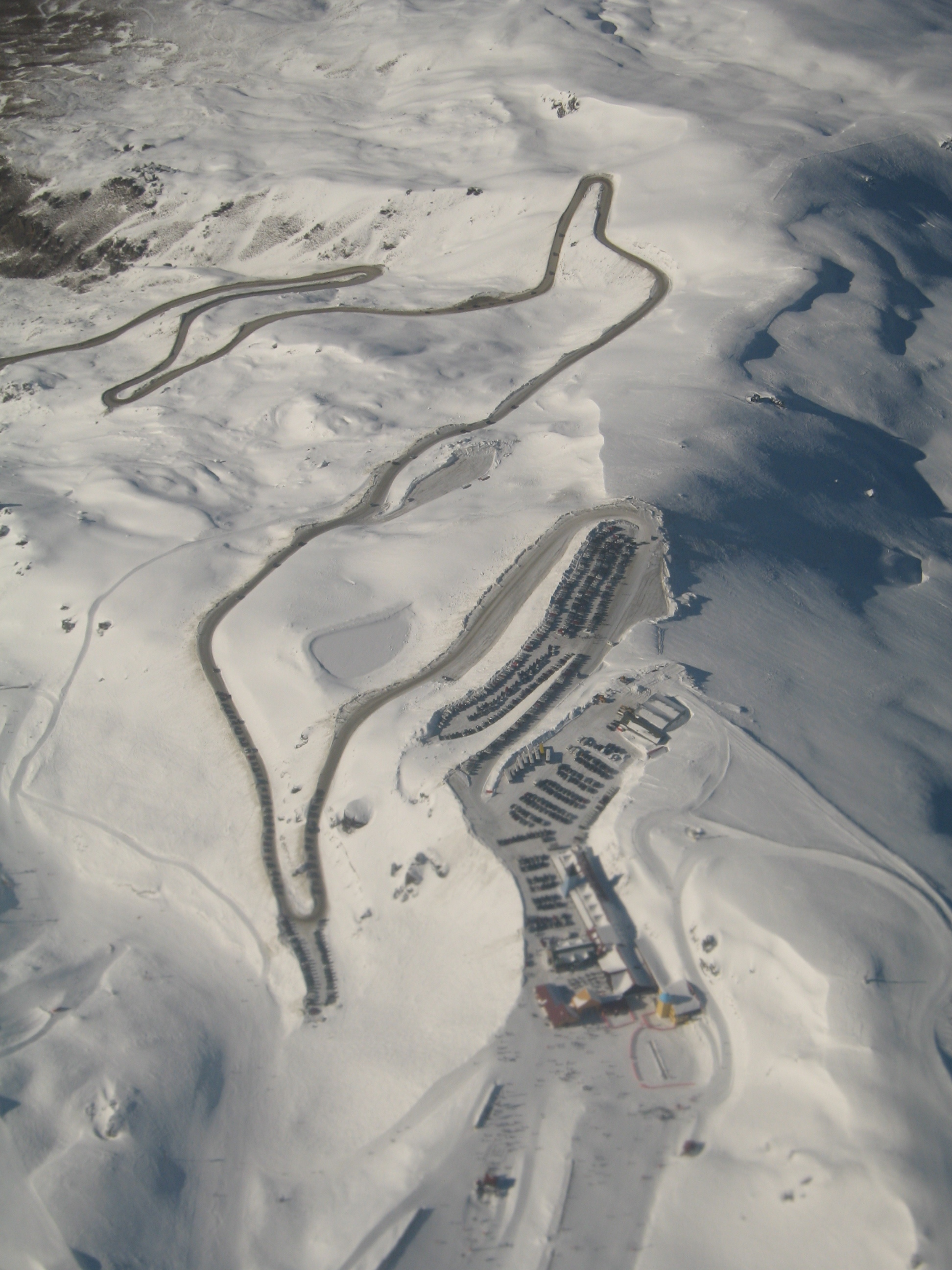
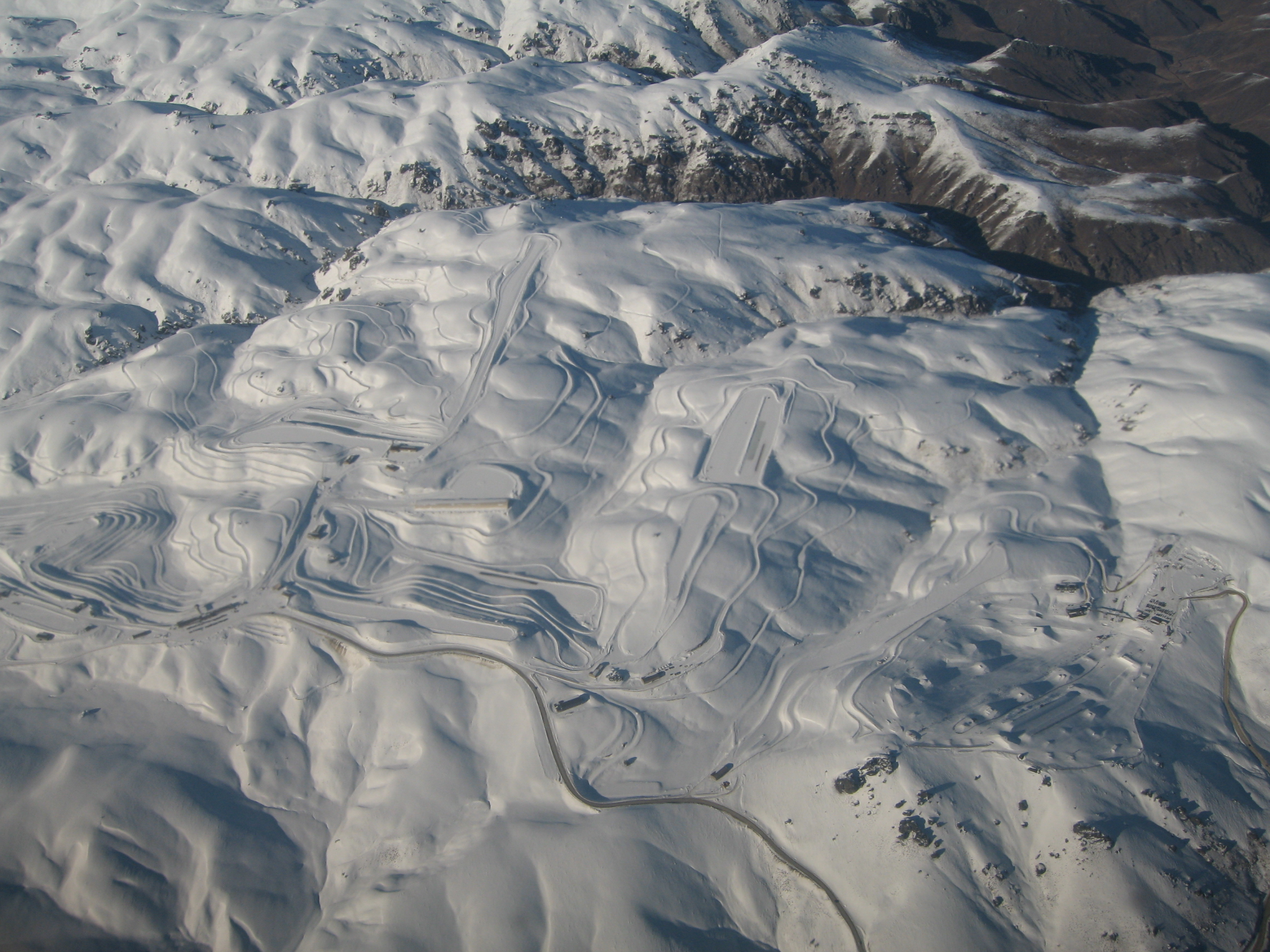